# Tivadar Pauler

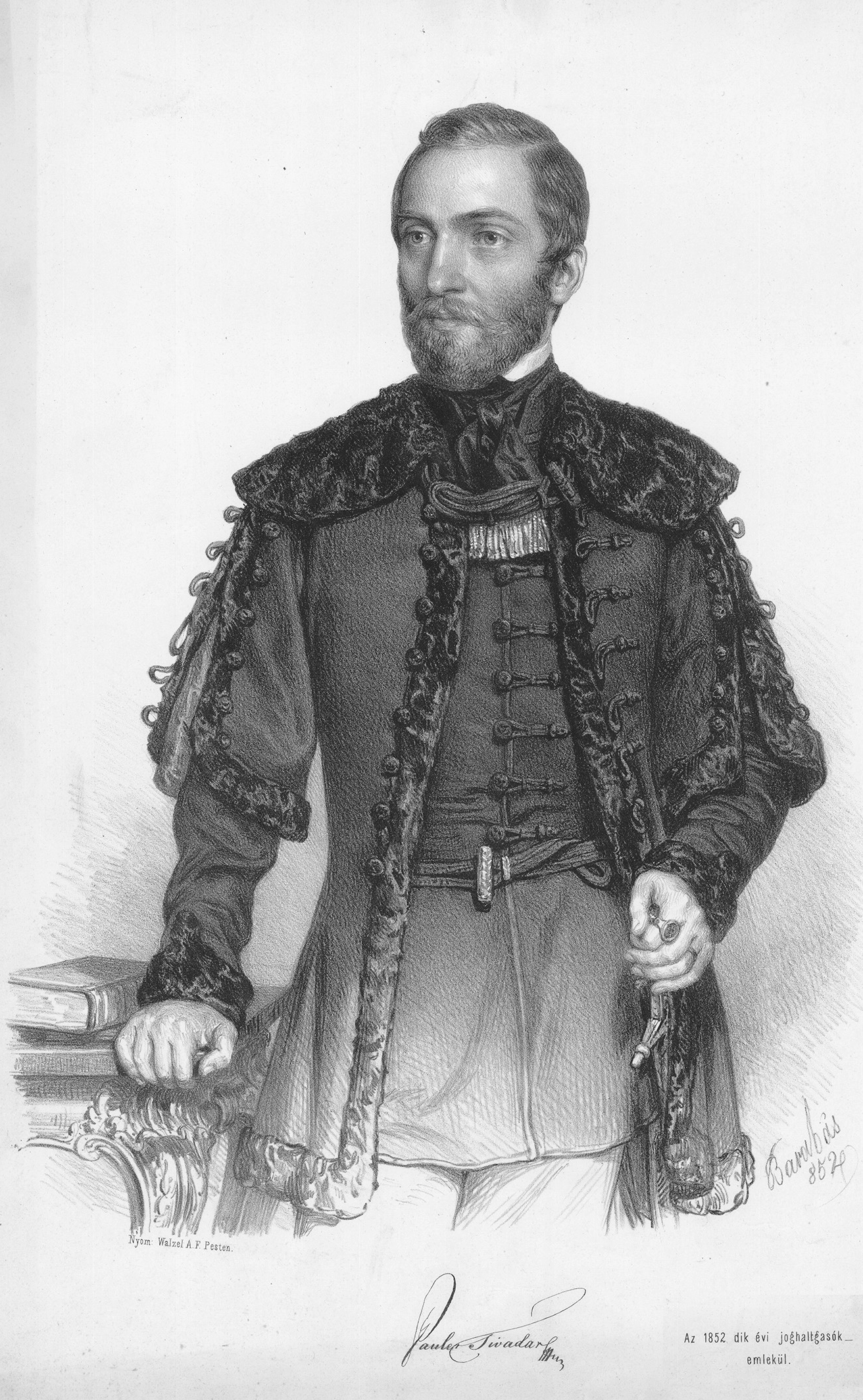
Tivadar Pauler, 1852

Tivadar (Theodor) Pauler (auch Tivadar von Pauler, * 9. April 1816 in Buda; † 30. April 1886 in Budapest) war ein ungarischer Jurist und Minister.

## Leben
Nach dem Besuch des Gymnasiums in Buda studierte Pauler an der Universität Pest Philosophie und Jura. Er promovierte in beidem und bekleidete ab 1838 eine Professur des ungarischen Rechts an der Universität Zagreb. 1845 wurde er Tafelrichter des Komitats Agram und im selben Jahr korrespondierendes Mitglied der Ungarischen Akademie der Wissenschaften. 1849 verlor er kurzzeitig seine Stellung und wurde 1950 wieder eingesetzt. Ab 1852 war er Professor des Strafrecht in Buda. Die Wiederherstellung der ungarischen Unterrichtssprache 1861 ist vor allem ihm zu verdanken. 1862 wurde er Geheimrat und 1863 Richter an der Septemviraltafel. Mit dem Tod von József Eötvös wurde Pauler 1871 Minister für Kultus und Unterricht im Kabinett von Gyula Andrássy. Von 1872 bis 1875 und 1878 bis zu seinem Tod 1886 war er Justizminister. 